# San Pedro de Quemes
San Pedro de Quemes è un comune (municipio in spagnolo) della Bolivia nella provincia di Nor Lípez (dipartimento di Potosí) con 1.117 abitanti (dato 2010).

## Cantoni
Il comune è suddiviso in 5 cantoni (popolazione 2001).
- Cana - 44 abitanti
- Chiguana - 10 abitanti
- Pajancha - 52 abitanti
- Pelcoya - 135 abitanti
- San Pedro de Quemes - 574 abitanti